# Henri Anier
Henri Anier (Tallinn, 17 december 1990) is een Estisch voetballer die bij voorkeur als aanvaller speelt. Hij tekende in augustus 2020 een contract bij Paide Linnameeskond, dat hem transfervrij inlijfde.
Henri is de oudere broer van Hannes.

## Interlandcarrière
Anier maakte in mei 2011 zijn debuut in het Estisch voetbalelftal, tegen Baskenland. Dit was geen officiële FIFA-interland. Zijn officiële debuut maakte Anier op 19 juni 2011, tegen Chili. Zijn eerste interlanddoelpunt scoorde Anier op 8 november 2012, tegen Oman.
| Interlandgoals van Henri Anier voor Estland | Interlandgoals van Henri Anier voor Estland | Interlandgoals van Henri Anier voor Estland | Interlandgoals van Henri Anier voor Estland | Interlandgoals van Henri Anier voor Estland | Interlandgoals van Henri Anier voor Estland |
| No.                                         | Datum                                       | Wedstrijd                                   | Score                                       | Uitslag                                     | Competitie                                  |
| Als speler bij Viking                       | Als speler bij Viking                       | Als speler bij Viking                       | Als speler bij Viking                       | Als speler bij Viking                       | Als speler bij Viking                       |
| ------------------------------------------- | ------------------------------------------- | ------------------------------------------- | ------------------------------------------- | ------------------------------------------- | ------------------------------------------- |
| 1.                                          | 8 november 2012                             | Oman – Estland                              | 1-1                                         | 1-2                                         | Vriendschappelijk                           |
| Als speler bij Fredrikstad                  |                                             |                                             |                                             |                                             |                                             |
| 2.                                          | 26 maart 2013                               | Estland – Andorra                           | 1-0                                         | 2-0                                         | WK 2014 kwalificatie                        |
| Als speler bij Motherwell                   |                                             |                                             |                                             |                                             |                                             |
| 3.                                          | 7 juni 2013                                 | Estland – Trinidad en Tobago                | 1-0                                         | 1-0                                         | Vriendschappelijk                           |
| 4.                                          | 19 november 2013                            | Liechtenstein - Estland                     | 0–2                                         | 0–3                                         | Vriendschappelijk                           |
| 5.                                          | 19 november 2013                            | Liechtenstein - Estland                     | 0–3                                         | 0–3                                         | Vriendschappelijk                           |
| Als speler bij Erzgebirge Aue               |                                             |                                             |                                             |                                             |                                             |
| 6.                                          | 18 november 2014                            | Estland – Jordanië                          | 1-0                                         | 1-0                                         | Vriendschappelijk                           |